# Нестор (Писик)
Нестор (у миру Пи́сик Андрі́й Анато́лійович; нар. 22 травня 1979, Підволочиськ) — український релігійний діяч, архієрей Православної церкви України (до 15 грудня 2018 року — Української православної церкви Київського патріархату), митрополит Тернопільський і Кременецький. Кандидат богослов'я (2003).

## Життєпис
Андрій Писик народився 22 травня 1979 року в Підволочиську Тернопільської области.
Закінчив Підволочиську середню школу № 2 (1996), Київську духовну семінарію (1999), Київську духовну академію (2003), магістратуру Чернівецького національного університету.

## Священнослужіння

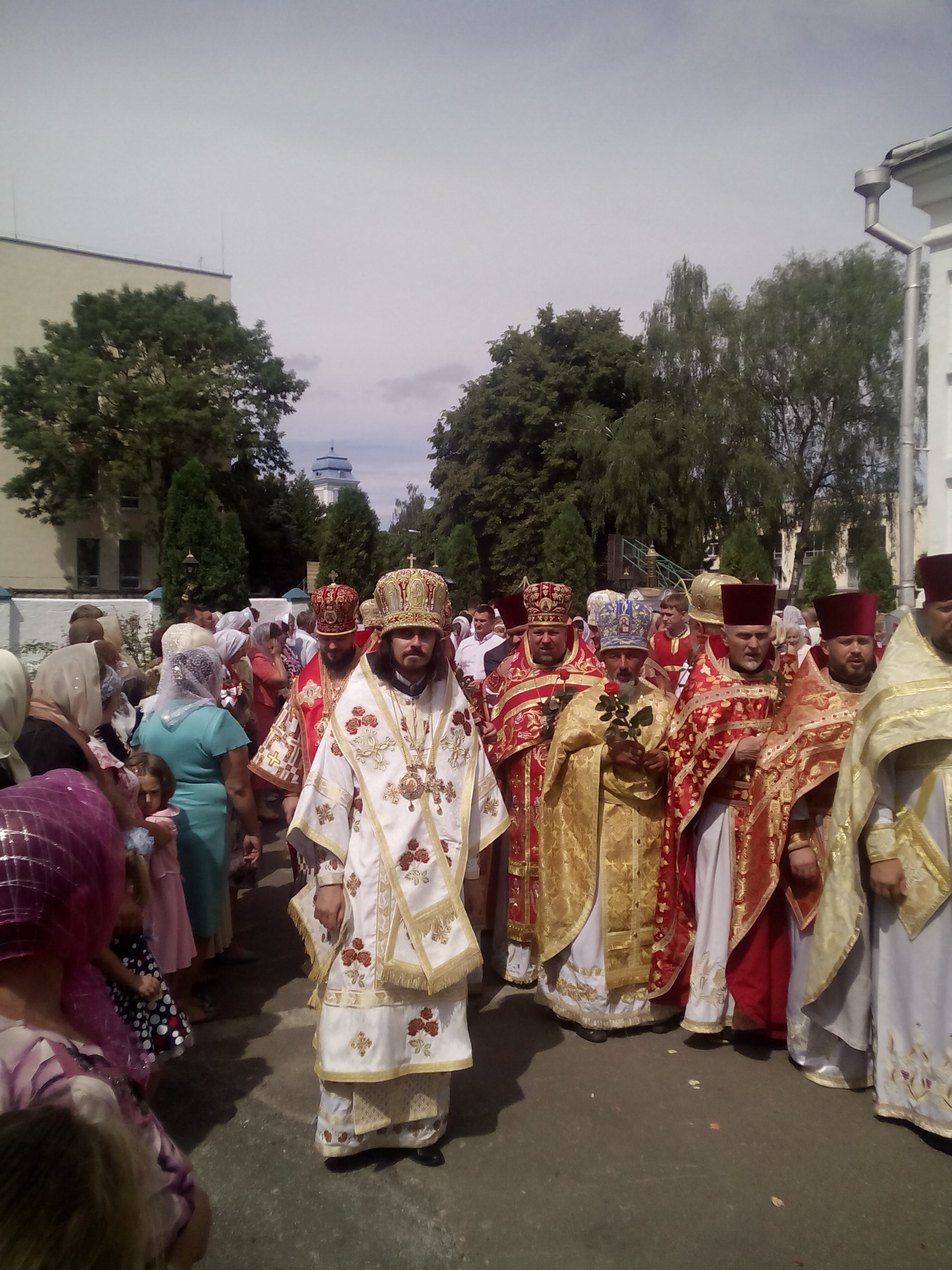
Архієпископ Нестор у м. Дубно, 2 липня 2016

26 жовтня 2000 року пострижений у чернецтво з іменем Нестор (на честь преподобного Нестора Літописця) у Свято-Михайлівському Золотоверхому монастирі міста Києва. Постриг здійснив єпископ Переяслав-Хмельницький Димитрій (Рудюк).
29 жовтня 2000 року рукоположений на ієродиякона, а 28 травня 2001 року Святійшим Патріархом Київським і всієї України Філаретом рукоположений на ієромонаха.
З 10 листопада 2003 року — секретар Патріарха, з 22 лютого 2005 року — намісник Свято-Феодосіївського монастиря м. Києва.
28 лютого 2006 року обраний на єпископа Тернопільського і Бучацького.
5 березня 2006 року рукопокладений у сан єпископа у Свято-Володимирському патріаршому кафедральному соборі міста Києва. Хіротонію здійснили Святійший Патріарх Київський і всієї Руси-України Філарет, архієпископ Білгородський і Обоянськиq Іоасаф (Шибаєв), архієпископ Переяслав-Хмельницький і Бориспільський Димитрій (Рудюк), архієпископ Білоцерківський Олександр (Решетняк), архієпископ Тернопільський і Кременецький Іов (Павлишин), єпископ Луцький і Волинський Михаїл (Зінкевич).
13 травня 2012 року згідно з рішенням Синоду призначений керуючим Тернопільсько-Кременецькою єпархією (за сумісництвом).
20 жовтня 2012 року згідно з рішенням Синоду призначений єдиним керуючим Тернопільсько-Бучацькою і Тернопільсько-Кременецькою єпархіями із титулом архієпископ Тернопільський, Кременецький і Бучацький.
Із травня 2017 року рішенням Священного синоду архієпископ Нестор очолив об'єднану Тернопільську єпархію з титулом архієпископ Тернопільський і Кременецький.
З 25 травня 2018 року призначений капеланом Пласту — Національної скаутської організації України від УПЦ КП, надалі від ПЦУ..
15 грудня 2018 року взяв участь в Об'єднавчому соборі українських православних церков.
1 березня 2019 року архієпископ освятив домовий храм у військовій частині А 3200 в Бережанах. Також він освятив антимінси для храмів, парафії яких перейшли з УПЦ МП до ПЦУ. Йому співслужили настоятель храму на честь Юрія Переможця військовий капелан прот. Олег Дрюченко, Бережанський благочинний прот. Іван Сіверський, прот. Михайло Бісовський, прот. Андрій Коваль, свящ. Володимир Зубілевич.
24 травня 2019 року рішенням Священного синоду ПЦУ призначений головою Синодального управління взаємодії з молодіжно-патріотичними громадськими об’єднаннями.
30 листопада 2019 року в Боярці архієпископ Нестор (Писик) у співслужінні священників та капеланів ПЦУ освятив на залізничній станції меморіальний барельєф на честь полковника Армії УНР, засновника Пласту Івана Чмоли.  
22 серпня 2020 року в урочищі Зімно біля села Бодаки Збаразького району Тернопільської області відбулися заходи зі вшанування полеглих за Україну вояків Української повстанської армії. Від каплички у центрі села духовенство Православної церкви України, представники влади та громадськості вирушили в урочище Зімно, де понад 70 років тому відбувся останній бій 44-х героїв з Бодаків, Лоз та інших сіл Вишнівеччини. Молебень за Україну та літію за спокій душ полеглих за Україну героїв звершив архієпископ Тернопільський і Кременецький Нестор (Писик).
24 березня 2021 року, після смерті митрополита Хмельницького і Кам'янець-Подільського Антонія (Махоти), призначений тимчасово керуючим Хмельницькою єпархією. 24 травня того ж року звільнений від виконання обов'язків унаслідок обрання єпископом Хмельницьким і Кам'янець-Подільським Павла (Юристого), єпископа Одеського і Балтського.
2 лютого 2023 року, указом митрополита Епіфанія, возведений у сан митрополита.